# Neuwiedia singapureana
Neuwiedia singapureana är en orkidéart som först beskrevs av Nathaniel Wallich och John Gilbert Baker, och fick sitt nu gällande namn av Robert Allen Rolfe. Neuwiedia singapureana ingår i släktet Neuwiedia och familjen orkidéer. Inga underarter finns listade i Catalogue of Life.

## Bildgalleri